# Riot City Blues
Riot City Blues é um álbum de estúdio do Primal Scream, uma banda britânica de fusão entre estilos do rock e eletrônico. Foi laçado em 2006.
Neste álbum o Primal Scream mais uma vez segue suas influencias do rock clássico, no mesmo estilo que foi perseguido no álbum Give Out But Don't Give Up, de 1994.
| Críticas profissionais                                                      | Críticas profissionais |
| Avaliações da crítica                                                       | Avaliações da crítica  |
| Fonte                                                                       | Avaliação              |
| --------------------------------------------------------------------------- | ---------------------- |
| All Music Guide                                                             | [ 2 ]                  |
| Esta tabela precisa de ser acompanhada por texto em prosa. Consulte o guia. |                        |

## Faixas
1. "Country Girl" (4:31)
2. "Nitty Gritty" (3:38)
3. "Suicide Sally & Johnny Guitar" (3:14)
4. "When The Bomb Drops" (4:34)
5. "Little Death" (6:22)
6. "The 99th Floor" (3:50)
7. "We're Gonna Boogie" (2:52)
8. "Dolls (Sweet Rock and Roll)" (3:58)
9. "Hell's Comin' Down" (3:27)
10. "Sometimes I Feel So Lonely" (5:06)
11. "Stone Ya to the Bone (Faixa bônus, edição EUA)"
12. "Gimme Some Truth (Faixa bônus, edição EUA)"
13. "Suicide Sally & Johnny Guitar (ao vivo) (Faixa bônus, edição EUA)"
14. "Country Girl (Não Censurado) (Faixa multimídia - CD-ROM) (Faixa bônus, edição EUA)